# 吸收成本法
吸收成本法（absorption costing），又稱為全成本法（full costing），是一種计算成本的方法，計算在提供服務所產生的所有成本。它與可變成本法差異之處是他亦會計算固定成本（fixed cost），而邊際成本法則不計算。吸收成本法的好處是較容易計算到收益，因此在做財政預算或報表時一般都會計算所有成本。